# Appetite for Destruction (sång)
Appetite for Destruction är en singel av den amerikanska gangstarapgruppen N.W.A från albumet Niggaz4Life. Singeln finns även på samlingsalbumet The Best of N.W.A: The Strength of Street Knowledge. 
Låten finns även med i spelet Grand Theft Auto V tillsammans med singeln "Gangsta Gangsta", på radiostationen West Coast Classics.